# Liste der Flughäfen in Burkina Faso
Die Liste der Flughäfen in Burkina Faso zeigt die zivilen Flughäfen des westafrikanischen Staates Burkina Faso, alphabetisch nach Orten aufgelistet.
| Ort            | ICAO-Code | IATA-Code | Name des Flughafens      |
| -------------- | --------- | --------- | ------------------------ |
| Aribinda       | DFOY      | XAR       | Flughafen Aribinda       |
| Banfora        | DFOB      | BNR       | Flugplatz Banfora        |
| Bobo-Dioulasso | DFOO      | BOY       | Flughafen Bobo-Dioulasso |
| Bogandé        | DFEB      | XBG       | Flugplatz Bogandé        |
| Boulsa         | DFEA      | XBO       | Flugplatz Boulsa         |
| Dédougou       | DFOD      | DGU       | Flughafen Dédougou       |
| Diapaga        | DFED      | DIP       | Flughafen Diapaga        |
| Diébougou      | DFOU      | XDE       | Flugplatz Diébougou      |
| Djibo          | DFCJ      | XDJ       | Flugplatz Djibo          |
| Dori           | DFEE      | DOR       | Flughafen Dori           |
| Fada N’Gourma  | DFEF      | FNG       | Flughafen Fada N’Gourma  |
| Gorom-Gorom    | DFEG      | XGG       | Flugplatz Gorom-Gorom    |
| Kantchari      | DFEL      | XKA       | Flugplatz Kantchari      |
| Kaya           | DFCA      | XKY       | Flugplatz Kaya           |
| Léo            | DFCL      | XLU       | Flugplatz Léo            |
| Nouna          | DFON      | XNU       | Flughafen Nouna          |
| Ouagadougou    | DFFD      | OUA       | Flughafen Ouagadougou    |
| Ouahigouya     | DFCC      | OUG       | Flughafen Ouahigouya     |
| Pama           | DFEP      | XPA       | Flughafen Pama           |
| Sebba          | DFES      | XSE       | Flughafen Sebba          |
| Tambao         | DFEM      | TMQ       | Flugplatz Tambao         |
| Tenkodogo      | DFET      | TEG       | Flughafen Tenkodogo      |
| Tougan         | DFOT      | TUQ       | Flughafen Tougan         |
| Zabré          | DFEZ      | XZA       | Flugplatz Zabré          |

## Weblink
- Airports in Burkina Faso